# Tiberiu-Aurelian Prodan
Tiberiu-Aurelian Prodan (n. 14 decembrie 1954, Siret, jud. Suceava) este un fost senator român în legislaturile 2004-2008 și 2008-2012, ales în județul Suceava pe listele partidului PNL. Tiberiu-Aurelian Prodan a devenit senator independent din octombrie 2009. În cadrul activității sale parlamentare în legislatura 2004-2008, Tiberiu-Aurelian Prodan a fost membru în grupurile parlamentare de prietenie cu Republica Turkmenistan, Regatul Unit al Marii Britanii și Irlandei de Nord, Statul Israel, Bosnia și Herțegovina. Tiberiu-Aurelian Prodan a înregistrat 116 de luări de cuvânt în 78 de ședințe parlamentare și a inițiat 21 de propuneri legislative, din care 3 au fost promulgate legi. Tiberiu-Aurelian Prodan a fost membru în comisia pentru muncă, familie și protecție socială (din feb. 2007), în comisia specială pentru modificarea și completarea Regulamentului Senatului (din mar. 2007) și în comisia pentru administrație publică, organizarea teritoriului și protecția mediului (până în feb. 2007).
În legislatura 2008-2012, Tiberiu-Aurelian Prodan a fost membru în comisia pentru muncă, familie și protecție socială (din feb. 2007) - Președinte, în
comisia specială pentru modificarea și completarea Regulamentului Senatului (din mar. 2007) și în comisia pentru administrație publică, organizarea teritoriului și protecția mediului (până în feb. 2007). Tiberiu-Aurelian Prodan a înregistrat 5 de luări de cuvânt în ședințe parlamentare și a inițiat 25 de propuneri legislative, din care 5 au fost promulgate legi. 